# Louville-la-Chenard

Louville-la-Chenard este o comună în departamentul Eure-et-Loir, Franța. În 1 ianuarie 2022 avea o populație de 247 de locuitori.